# 桜木咲耶
桜木 咲耶（さくらぎ さや、1988年3月1日 - ）は、日本のグラビアアイドル。元所属事務所はアーティストハウス・ピラミッド。福島県出身。福島大学在学中。
2009年に松崎桃子から現芸名に改名した。

## 人物
- 趣味・特技はピアノとバイオリン。
- 好物はアイスクリーム。

## 出演

### 映画
- LOST ～呪われた島～

## リリース作品

### 写真集
- 『P』～PYRAND GIRLS×WEEKLY PLAYBOY（2004年10月8日、集英社）

### イメージDVD
- 『FIRST SMILE』（2004年7月20日、さくら堂）
- 『SEASIDE PARK』（2004年10月25日、ベガファクトリー）
- 『MOMOchan!?』（2005年12月22日、ジェネオエンターテイメント）
- 『Peach&Cream』（2006年8月20日、ラインコミュニケーションズ）
- 『Fairyiland』 （2006年11月24日、フォーサイド・ドット・コム）
- 『MOMOKO Day To Shine』 （2007年7月27日、フォーサイド・ドット・コム）
- 『Dear』 （2007年10月24日、クレイヴ）
- 『美色の香り』 （2009年7月24日、グラッソ）この作品から桜木咲耶名義